# ساهینس
ساهینس (به اسپانیایی: Zahínos) یک شهرستان در اسپانیا است که در استان باداخس واقع شده‌است.